# Karin Fossumová
Karin Fossumová (* 6. listopadu 1954 Sandefjord) je norská spisovatelka a autorka detektivek. Je nazývána „královnou norské detektivky“. Proslavila se zejména sérií s detektivem Konrádem Sejerem, kterou vytvářela v letech 1995 až 2016, a která má 13 dílů. Ta byla přeložena do 25 jazyků. V roce 1997 obdržela cenu Skleněný klíč určenou pro nejlepší autory severské detektivky. Cenu získala za román Se dig ikke tilbake!, jenž je druhým dílem série s Konrádem Sejerem. Za stejnou knihu získala i Rivertonovu cenu pro nejlepší norské detektivkáře. Tu získala znovu v roce 2014 za knihu Helvetesilden. V 70. letech začínala Fossumová jako básnířka, negativní přijetí druhé sbírky z roku 1978 u literární kritiky ji však na mnoho let od literatury odradilo. Napsala i několik nedektivních románů a knih povídek. Než se mohla živit výhradně literaturou, pracovala jako ošetřovatelka v nemocnici, v domově důchodců a v odvykacím středisku pro drogově závislé. Žije v obci Sylling nedaleko Osla.

### Česky vyšlo
- Indická nevěsta, Brno, Host 2011 (překlad: Karolína Stehlíková) (série Konrád Sejer 5)
- Provokatér, Brno, Host 2013 (překlad: Karolína Stehlíková) (série Konrád Sejer 10)
- Kdo miluje jinak, Brno, Host 2014 (překlad: Daniela Mrázová) (série Konrád Sejer 8)